# Adenocline acuta
Adenocline acuta är en törelväxtart som först beskrevs av Carl Peter Thunberg, och fick sitt nu gällande namn av Henri Ernest Baillon. Adenocline acuta ingår i släktet Adenocline och familjen törelväxter. Inga underarter finns listade i Catalogue of Life.